# Marcus Fulvius Flaccus (Konsul 125 v. Chr.)
Marcus Fulvius Flaccus (M. Fulvius M.f. Flaccus; * um 168 v. Chr.; † 121 v. Chr.) war ein Politiker der römischen Republik und Verbündeter der Gracchen. Er wurde 130 v. Chr. Verwalter der Agrarreform und schlug als Lösung des Problems der Landverteilung zwischen den verbündeten Städten das römische Bürgerrecht für die Bürger dieser Städte vor, ein Thema, das die römische Politik viele Jahre erregen sollte. Als Konsul des Jahres 125 v. Chr. wurde er vom Senat beauftragt, Massilia (das heutige Marseille) gegen die Plünderungen der Salluvier zu unterstützen.
Flaccus eroberte große Teile von Gallia Narbonensis und kehrte 123 v. Chr. mit einem Triumphzug zurück. 122 v. Chr. wurde er zusammen mit Gaius Sempronius Gracchus Volkstribun. Im gleichen Jahr ging er nach Africa, um auf den Ruinen Karthagos eine römische Kolonie, Colonia Junonia, zu gründen.
Als ihm und Gracchus die Wiederwahl 121 v. Chr. nicht gelang, organisierte Flaccus einen Massenprotest auf dem Aventin, der vom Konsul Lucius Opimius gewaltsam unterdrückt wurde, wobei zunächst der als Parlamentär entsandte junge Sohn des Flaccus erschlagen wurde und dann neben Gaius Sempronius Gracchus und vielen anderen auch Marcus Fulvius Flaccus zu Tode kam.